# La prima legione
La prima legione (The First Legion) è film drammatico americano del 1951 diretto da Douglas Sirk e scritto da Emmet Lavery. Gli interpreti sono Charles Boyer, William Demarest, Lyle Bettger, Walter Hampden, Barbara Rush, Wesley Addy, HB Warner e Leo G. Carroll. Il film fu distribuito nelle sale il 27 aprile 1951 dalla United Artists.

## Sinossi
Padre John Fulton, insegnante gesuita in un seminario, sente di aver perso la sua vocazione. Una chiacchierata con il suo amico Padre Marc Arnoux non lo aiuta. Ma durante la notte in cui intende abbandonare il seminario (e l'Ordine), il suo anziano maestro Padre Jose Sierra si alza miracolosamente e cammina fino a lui, per intimargli di restare. In seguito a questo evento la giovane Terry Gilmartin, a sua volta in sedia a rotelle, riacquista la speranza che un prodigio simile possa permettere di camminare anche a lei. Nel frattempo il suo medico, il dottor Peter Morrell, lo stesso che si è occupato di Padre Sierra, e che è innamorato di Terry, confessa a Padre Arnoux che il recupero di Sierra è in realtà da attribuirsi alla bontà della terapia cui lo aveva sottoposto, ma rifiuta il suo consiglio di dire a tutti la verità.
Giorni dopo il rettore del seminario gesuita ordina a Padre Arnoux di recarsi a Roma per perorare la miracolosità dell'evento avvenuto nel seminario davanti a una commissione vaticana.
Ma quando questi rifiuta, il rettore è colpito da un attacco di cuore che lo uccide. A quel punto il Dottor Morrell decide di rivelare la verità, in particolare a Terry, che va nella cappella del seminario e, miracolosamente, si alza dalla sedia a rotelle nel momento in cui inizia a pregare per lui.

## Restauro
Il film è stato restaurato dall'UCLA Film & Television Archive, con finanziamenti forniti dalla Louis B. Mayer Foundation e dal Carl David Memorial Fund for Film Preservation. La pellicola resturata fu proiettata pubblicamente nel marzo 2015.